# Raión de Romaniv
Romaniv (en ucraniano: Романівський район) es un raión o distrito de Ucrania en el óblast de Zhytomyr. 
Comprende una superficie de 927 km².
La capital es la ciudad de Romaniv.

## Demografía
Según estimación 2010 contaba con una población total de 31730 habitantes.

## Otros datos
El código KOATUU es 	1821400000. El código postal 13000 y el prefijo telefónico +380 4146.